# أديسون كريسويل
أديسون كريسويل (بالإنجليزية: Addison Cresswell)‏ هو وكيل مواهب بريطاني، ولد في 28 يونيو 1960 في برايتون في المملكة المتحدة، وتوفي في 23 ديسمبر 2013 في لندن في المملكة المتحدة بسبب نوبة قلبية.

## وصلات خارجية
- أديسون كريسويل على موقع IMDb (الإنجليزية)
- أديسون كريسويل على موقع ميوزك برينز (الإنجليزية)
- أديسون كريسويل على موقع قاعدة بيانات الفيلم (الإنجليزية)